# Grote Arabische Woestijn
De Grote Arabische Woestijn of kortweg Arabische Woestijn is een uitgestrekt woestijngebied dat het binnenland van het Arabisch Schiereiland beslaat, tot Irak en Jordanië in het noorden, waar het overgaat in de Syrische Woestijn. De noordoostelijke grens wordt gevormd door het Zagrosgebergte.
De woestijn is 2,33 miljoen km² groot en omvat heel Saoedi-Arabië, met uitzondering van het zuidwestelijke kustgebied. Midden in het zuidelijke deel van de woestijn ligt Rub al Khali, het "Lege Kwartier", een van de droogste en onherbergzaamste woestijngebieden ter wereld. Tot het jaar 2000 lag de noordgrens van Jemen niet vast omdat ze door dit onbewoonbare gebied loopt.
Het klimaat in dit woestijngebied is extreem droog, met zelden meer dan 35 millimeter regenval per jaar, en de temperatuur wisselt tussen extreem heet overdag (40 à 50°C in de zomer) en koud 's nachts, in de winter zelfs tot onder het vriespunt.
De Grote Arabische Woestijn is van groot economisch belang omdat ze enorme aardolie- en aardgas-reserves bevat, waaronder enkele van de grootste olievelden ter wereld, zoals het Dharaan-veld in Saoedi-Arabië, het Boergan-veld in Koeweit en het Roemaila-veld in Irak. Naast olie- en aardgasreserves bevat het gebied ook andere delfstoffen zoals fosfaten en zwavel.
Het gebied heeft weinig biodiversiteit. Veel soorten, zoals de gestreepte hyena, jakhals en honingdas, zijn verdwenen als gevolg van jacht en verlies van habitats. Sommige soorten die uit het gebied zijn verdwenen, zoals de Arabische oryx (Oryx leucoryx) en de duingazelle (Gazella leptoceros), zijn met succes opnieuw geïntroduceerd in het gebied.
Andere gevaren voor het ecosysteem zijn overbegrazing door vee, olie- en gaswinning en oorlogvoering. De Golfoorlog (1990-1991) veroorzaakte zware vervuiling: door de verwoesting van olieputten kwam 10 miljoen m³ olie in de woestijn terecht en bedekte een gebied van 49 km², wat omvangrijke verontreiniging van de grond en het grondwater veroorzaakte.